# Império do Espírito Santo de Santo Amaro
O Império de Santo Amaro localiza-se na freguesia da Ribeirinha, no concelho de Angra do Heroísmo, na Ilha Terceira, nos Açores.

## História
Edificado em 1880 como devoção e homenagem ao Divino Espírito Santo, foi reconstruído em 1883, conforme alvará de 5 de Novembro desse ano.
Constitui-se no império mais antigo da freguesia e situa-se no Largo de Santo Amaro, junto à Ermida de Santo Amaro.